# Volvox aureus
Volvox aureus Ehrenberg, 1832 è un'alga verde (Clorofite) appartenente al genere Volvox.